# Louis Dale
Louis Dale (* 20. Mai 1988 in Birmingham, Alabama) ist ein ehemaliger US-amerikanischer Basketballspieler. In der Saison 2012/2013 spielte Dale für den Klub KAO Dramas in Griechenland.

## Karriere
Vor seiner Profikarriere spielte Louis Dale für die Cornell Big Red in der nordamerikanischen Collegeliga NCAA.
In der Saison 2010/2011 holte ihn Trainer John Patrick zur BG Göttingen in die Basketball-Bundesliga, wo er nicht über die Rolle des Bankspielers hinauskam.
Nach der Saison entschied er sich eine weitere Saison zu bleiben, obwohl ein großer Umbruch stattfand.
Vom neuen Trainer Stefan Mienack wurde er zum Mannschaftskapitän ernannt.
Die Saison begann er mit starken Leistungen, wodurch er unverzichtbar für die Göttinger wurde.
Zusammen mit dem Flügelspieler Paris Horne bildete Dale ein starkes Gespann.
In einem Europapokalspiel gegen Beşiktaş JK Istanbul erlitt Dale einen Kreuzbandriss, wodurch für den weiteren Verlauf der Saison ausfiel.
Louis Dale war in der Saison 2011/2012 mit durchschnittlich 11,9 Punkten Topscorer der BG Göttingen.
Nachdem die Saison mit dem sportlichen Abstieg der BG Göttingen geendet hatte, wechselte Dale aus Deutschland nach Griechenland und erhielt einen Vertrag bei KAO Dramas. Nach einem erneuten Kreuzbandriss im Sommer 2013 beendete Louis Dale seine Karriere. Daraufhin begann er zur Saison 2013/2014 im Stab des Frauen-Basketball-Teams des Boston College als Assistenztrainer zu arbeiten.